# Апама III
Апама III (др.-греч.  Ἀπάμα; III век до н. э.) — супруга царя Вифинии Прусия I.

## Биография
В конце III века до н. э. были нормализованы  ранее бывшие достаточно напряжёнными внешнеполитические отношения между Вифинией и Македонией. Так во время Первой македонской войны на помощь Филиппу V, сражавшемуся в Элладе против римлян, Прусий I направил несколько кораблей.
По всей видимости, инициатором этого сближения являлся Филипп, кровно заинтересованный в этот непростой для Македонии период в приобретении малоазийских союзников, так как на стороне Рима выступил пергамский царь Аттал I.
Для закрепления отношений Филипп отдал в жёны Прусию свою сестру Апаму.
Страбон упоминал о том, что Прусий I переименовал захваченный Филиппом в 202 до н. э. и переданный ему город Мирлею в честь своей жены в Апамею.
В этом династическом браке был рожден Прусий II.